# Disney XD (Deutschland)
Disney XD war ein deutscher Bezahlfernsehsender der The Walt Disney Company, welcher ein Ableger des US-amerikanischen Senders Disney XD war. Er startete am 9. Oktober 2009 im Bezahlfernsehen und ersetzte den bis dahin vorhandenen Disney-Sender Jetix. Allerdings wurde, im Gegensatz zu Jetix, 24 Stunden lang gesendet. Der Namenszusatz "XD" ist ein Emoticon: Um 90 Grad im Uhrzeigersinn gedreht, symbolisiert er ein lachendes Gesicht. Der Sender wurde kurz nach Start des Streaming-Dienstes Disney+ im deutschsprachigen Raum eingestellt. Der letzte Sendetag war am 31. März 2020 und ging bis 6 Uhr des Folgetages.

## Programm
Das Programm von Disney XD war für Kinder ausgerichtet und wurde 24 Stunden lang ausgestrahlt. Gesendet wurden Action-, Humor- und Abenteuerformate für Kinder zwischen 6 und 14 Jahren. Viele Programminhalte des Senders stammten von der Walt Disney Company.

### Serien (Auswahl)
- Aaron Stone
- American Dragon
- Barbaren-Dave
- Captain Buzz Lightyear – Star Command
- Comedy Crew
- Coop gegen Kat
- Crash & Bernstein
- Darkwing Duck
- Der ultimative Spider-Man
- Die Avengers – Die mächtigsten Helden der Welt
- Die Dinos
- Die neue Addams Familie
- Ben & Basti
- Die Superschurken-Liga
- Drei Freunde ...und Jerry
- DuckTales (2017)
- DuckTales – Neues aus Entenhausen
- Eerie, Indiana
- Einfach Cory
- Fillmore!
- Gamer’s Guide für so ziemlich alles
- Gänsehaut
- Generation Ninja
- Henry der Schreckliche
- Hercules
- Jackie Chan
- Jett Jackson
- Jimmy Cool
- Kick Buttowski – Keiner kann alles
- Martin Mystery
- Monster Buster Club
- Nestor und Quest
- Oggy und die Kakerlaken
- Pair of Kings – Die Königsbrüder
- Phil aus der Zukunft
- Phineas und Ferb
- Pokémon (Anime)
- Power Rangers: Jungle Fury
- Power Rangers: Operation Overdrive
- Power Rangers: R.P.M.
- S3 – Stark, schnell, schlau
- Schlimmer geht’s immer mit Milo Murphy
- Sonic X
- Star Wars Rebels
- Star Wars Resistance
- Team Galaxy
- The Super Hero Squad Show
- Tripp’s Rockband
- TRON: Der Aufstand
- Typisch Andy
- Willkommen in Gravity Falls
- Yin Yang Yo!
- Yu-Gi-Oh
- Zeke und Luther

### Filme (Auswahl)
- Asterix in Amerika
- Atlantis – Das Geheimnis der verlorenen Stadt
- Atlantis – Die Rückkehr
- Cars
- Der Schatzplanet
- Doug – Der erste Film
- Die Drachenjäger
- Die Rückkehr der vergessenen Freunde
- Die Unglaublichen
- Finns Verwandlung
- Fluch der Karibik
- Hercules
- Im Jenseits sind noch Zimmer frei
- Jump In!
- Kart Racer
- Minutemen – Schüler auf Zeitreise
- Pokémon: Der Aufstieg von Darkrai
- Sky High – Diese Highschool hebt ab!
- Space Chimps – Affen im All

## Empfang
9. Oktober 2009 startete Disney XD auch in Deutschland auf Sky im Sky-Welt-Paket und Teleclub und ersetzte den Disney-Sender Jetix. Allerdings wurde, im Gegensatz zu Jetix, 24 Stunden lang gesendet. In der Schweiz war Disney XD neben Teleclub auch auf UPC Schweiz verfügbar.
Am 15. April 2010 startete Disney den Kanal „Disney XD+1“ bei Kabel Deutschland, der das Programm von Disney XD um eine Stunde zeitversetzt zeigte. Er ersetzte dort den Kanal „Toon Disney+1“.
Am 2. August 2010 wurde auf „Disney XD+1“ eine Hinweistafel aufgeschaltet, dass dieser Sender nicht mehr Teil des Home-Pakets ist. Disney XD sendete bis auf Weiteres bei Kabel Digital Home. Ab dem 5. September 2013 hat Disney XD auch in HD gesendet. Das Programm wurde nur über Kabel ausgestrahlt. Für eine Satellitenübertragung standen keine Pläne fest.
Ab dem 1. Juni 2014 strahlte Disney XD ebenso wie Disney Junior sein Programm im Zweikanalton aus und bot den Zuschauer optional die englische Sprachfassung. Verfügbar wurde dieses Angebot zum Start über die Plattformen von Sky Deutschland, Entertain und Telekom Austria.
Der Sender wurde am 1. Oktober 2019 bei Sky entfernt, bei Kabel Deutschland am 1. März 2020 und bei der Telekom am 1. April 2020. Die letzte Einstellung betraf den Sender komplett im deutschsprachigen Raum.

## Internetauftritt
Zunächst war geplant, neben der Ausstrahlung über Sky auch ein Online-Streaming-Angebot zu schaffen. Geplant war die Bereitstellung sämtlicher Serien im Internet. Mittlerweile hat man sich von diesem Vorhaben allerdings distanziert. Offizieller Grund für den Rückzug sind gesetzliche Bedenken. Statt der umfänglichen Bereitstellung des Programms werden hauptsächlich Trailer sowie seltener einzelne Folgen online gestellt.

## Logos

Logo des SD-Ablegers von 2009 bis 2016
Logo des HD-Ablegers von 2010 bis 2016
Logo des SD-Ablegers ab dem 29. Februar 2016
Logo des HD-Ablegers ab dem 29. Februar 2016

## Schwestersender
- Disney Channel
- Toon Disney
- Disney Junior
- Playhouse Disney
- Disney Cinemagic